# Ramipril
Ramipril är ett receptbelagt läkemedel som tillhör kategorin ACE-hämmare. Läkemedlet används för att motverka högt blodtryck (hypertoni), hjärtsvikt samt för efterbehandling av hjärtinfarkt. Likt andra ACE-hämmare verkar Ramipril genom att vidga blodkärlen och på så sätt sänka blodtrycket. Ramipril börjar ofta att verka redan inom någon timme och effekten håller i sig i åtminstone ett dygn. Läkemedlet tas en gång per dygn. De biverkningar som kan uppstå vid användning av detta läkemedel inkluderar trötthet, huvudvärk, illamående, yrsel och nedsatt njurfunktion.